# 1790
| 1790               |
| ------------------ |
| Dødsfald - Fødsler |
| • Begivenheder     |

| Gregoriansk kalender | 1790 MDCCXC             |
| Ab urbe condita      | 2543                    |
| Armensk kalender     | 1239 ԹՎ ՌՄԼԹ            |
| Kinesiske kalender   | 4486 – 4487 己酉 – 庚戌 |
| Etiopisk kalender    | 1782 – 1783             |
| Jødisk kalender      | 5550 – 5551             |
| Hindukalendere       |                         |
| - Vikram Samvat      | 1845 – 1846             |
| - Shaka Samvat       | 1712 – 1713             |
| - Kali Yuga          | 4891 – 4892             |
| Iransk kalender      | 1168 – 1169             |
| Islamisk kalender    | 1205 – 1206             |

Konge i Danmark: Christian 7. 1766-1808
Se også 1790 (tal)

## Begivenheder

### Udateret
- Første Dampmaskine i Danmark, i smedien på Holmen

### Januar
- 15. januar – Fletcher Christian gik sammen med otte andre mytterister fra Bounty og seks mænd og 12 kvinder fra Tahiti i land på Pitcairn

### Marts
- 8. marts - den franske nationalforsamling stemmer for at fortsætte slaveriet i de franske kolonier

### Maj
- 29. maj – Rhode Island bliver optaget som USA's 13. stat

### Juli
- 9. juli - under Slaget ved Svensksund besejrer den svenske flåde overbevisende Den kejserlige russiske flåde ved det største søslag nogensinde i Østersøen og bringer derved Den russisk-svenske krig (1788-1790) til ophør

### December
- 17. december – I Mexico City udgraves en 24-tons tung "solsten" forsynet med astronomiske symboler

## Født
- 16. december - Leopold 1. af Belgien fra 1831 til sin død i 1865.

## Dødsfald
- 20. februar – kejser Josef 2. af det tysk-romerske Rige i 1765 og Østrig fra 1780 til sin død (født 1741).
- 17. juli - Adam Smith, skotsk økonom og filosof (født 1723).

## Musik
- 26. januar – Mozarts opera Così fan tutte har premiere i Wien.